# Bầu cử liên bang Úc 2004
Cuộc Bầu cử Liên bang Úc năm 2004 được tổ chức vào ngày 9 tháng 10 năm 2004. John Howard lãnh tụ Đảng Tự do Úc thắng cử và giữ chức vụ Thủ tướng Úc lần thứ 4, đánh bại đảng đối lập là Đảng Lao động Úc do Mark Latham lãnh đạo.

## Kết quả
|  | Đảng              | Phiếu      | %     | Thế thắng | Ghế thắng | Thay đổi |
|  | Đảng Tự do Úc     | 4.781.313  | 40,81 | +3.42     | 75        | +6       |
|  | Đảng Lao động Úc  | 4.409.117  | 37.64 | -0.20     | 60        | -5       |
|  | Đảng Xanh Úc      | 841.734    | 7.19  | +2.23     | 0         | 0        |
|  | Đảng Quốc gia Úc  | 690.275    | 5.89  | +0.28     | 12        | -1       |
|  | Đảng Gia đình     | 235.315    | 2.01  | *         | 0         | 0        |
|  | Đảng Dân chủ Úc   | 144.832    | 1.24  | -4.17     | 0         | 0        |
|  | Đảng Một Quốc gia | 139.956    | 1.19  | -3.15     | 0         | 0        |
|  | Đại biểu Độc lập  | 292.036    | 2.49  | -0.41     | 3         | 0        |
|  | Những đảng khác   | 180.554    | 1.54  | -0.01     | 0         | 0        |
|  | Tổng số           | 11.715.132 |       |           | 150       |          |
|  | Liên đảng Úc      | Thắng cử   | 52.74 | +1,79     | 87        | +5       |
|  | Đảng Lao động Úc  |            | 47,26 | -1.79     | 60        | -5       |

Độc lập: Peter Andren, Tony Windsor, Bob Katter
|  | Party                   | Phiếu      | %     | Thế thắng | Chiếm ghế mới | Giữ ghể cũ |
|  | Đảng Lao động Úc        | 4.186.715  | 35.02 | +0.70     | 16            | 28         |
|  | Liên đảng Úc            | 3.074.952  | 25.72 | +1.85     | 6             |            |
|  | Đảng Tự do Úc           | 2.109.978  | 17.65 | +1,96     | 13            | 33         |
|  | Đảng Xanh Úc            | 916.431    | 7.67  | +2.73     | 2             | 4          |
|  | Đảng Dân chủ Úc         | 250.373    | 2.09  | -5.16     | 0             | 4          |
|  | Đảng Gia đình           | 210.567    | 1.76  | *         | 1             | 1          |
|  | Đảng Một Quốc gia       | 206.455    | 1.73  | -3.81     | 0             | 0          |
|  | Đảng Quốc gia Úc        | 163.261    | 1.37  | -0.55     | 1             | 5          |
|  | Đảng Nông thôn Tự do Úc | 41.923     | 0,35  | +0.00     | 1             | 1          |
|  | Những đảng khác         | 792.994    | 6.63  | +0.52     | 0             | 0          |
|  | Tổng số                 | 11.953.649 |       |           | 40            | 76         |